# Stade Maniang-Soumaré
Le Stade Maniang Soumaré, est un stade omnisports situé dans la ville de Thiès, au Sénégal. Aujourd'hui, le stade est en rénovation ; une pelouse en gazon artificiel est posée pour le bonheur des amateurs du football, et des tribunes nouvelles sont installées pour accueillir un maximum de spectateurs. 
Le stade est doté d'une capacité de 4 000 places.